# Fusiturris similis
Fusiturris similis (ursprüngliche Kombination: Pleurotoma similis) ist der Name einer Schnecke aus der Familie der Keulenschnecken (Gattung Fusiturris), die im Mittelmeer und im westlichen Atlantischen Ozean verbreitet ist.

## Merkmale
Das länglich spindelförmige, feste Schneckenhaus von Fusiturris similis erreicht bei ausgewachsenen Schnecken eine Länge von etwa 3 bis 6,5 cm. Es hat einen langen Siphonalkanal. Die Umgänge sind konvex. Die Schale ist mit feinen, dicht beieinander verlaufenden Rippen und feinen, dichten spiraligen Linien skulpturiert. Die Oberfläche der Schale ist gelb, und unterhalb der Naht, in der Mitte des Körperumgangs sowie niedrig über dem Kanal verläuft spiralig ein dunkel-schokoladenbraunes Band. Das Innere der Gehäusemündung ist weißlich.

## Verbreitung und Lebensraum
Fusiturris similis ist in atlantischen Gewässern an den Küsten Europas, im Mittelmeer, an den Kanarischen Inseln, Kapverdischen Inseln, der Küste Marokkos, Westafrikas und Äquatorial-Afrikas verbreitet. Sie lebt in Meerestiefen von etwa 50 bis 120 m in Korallenriffen, Buchten auf Untergründen mit Schlamm, Sand oder Kies zwischen Felsen.

## Entwicklungszyklus
Wie alle Keulenschnecken ist Fusiturris similis getrenntgeschlechtlich. Die Veliger-Larven schwimmen frei, bevor sie niedersinken und zu kriechenden Schnecken metamorphosieren.

## Ernährung
Untersuchungen zur Ernährung von Fusiturris similis gibt es bisher nicht. Andere Keulenschnecken fressen Vielborster (Polychaeta), die sie mit ihren Radulazähnen stechen und vergiften.